# SK Pohjantähti
SK Pohjantähti är en finländsk orienteringsklubb i Uleåborg.
Den vann brons in Venlakaveln 2016 med Heini Wennman(fi), Marttiina Joensuu(fi), Sofia Haajanen och Marika Teini.
Marika Teini, Anna Haataja(fi) och Sofia Haajanen representerade Finland i Europamästerskapen och världsmästerskapen 2018. Fyra av de nio bästa damerna i Finlandsmästerskapen i medeldistans 2018 var från SK Pohjantähti, vilket gjorde klubben till en av favoriterna i Venlakaveln 2018. Även om det var en av de två lagen i täten på den sista sträckan, blev placeringen tolfte plats.
Pasi Ikonen sprang också för SK Pohjantähti.